# Estavana Polman
Estavana Polman (ur. 5 sierpnia 1992 w Arnhem) – holenderska piłkarka ręczna, reprezentantka kraju, grająca na pozycji lewej rozgrywającej. Obecnie występuje w duńskim Team Esbjerg.
Jej brat bliźniak Dario również jest piłkarzem ręcznym. W 2009 roku podczas wakacyjnej podróży do Włoch obaj wraz z rodzicami ulegli wypadkowi drogowemu. U zawodniczki zdiagnozowano złamane kręgi. Zdołała jednak uniknąć operacji i po kilku tygodniach wróciła do treningów.
Uczestniczka igrzysk olimpijskich w Rio (2016), wybrana najlepszą zawodniczką (MVP) mistrzostw świata w 2019.
Prywatnie związana jest z piłkarzem nożnym Rafaelem van der Vaartem.

## Sukcesy reprezentacyjne

### Juniorskie
- Mistrzostwa świata U18:
  -  2010
- Mistrzostwa Europy U19:
  -  2011

### Seniorskie
- Mistrzostwa Świata:
  -  2015
  -  2017
  -  2019
- Mistrzostwa Europy:
  -  2016
  -  2018

## Sukcesy klubowe
- Puchar EHF:
  -  2013-2014 (Team Esbjerg)
- Mistrzostwa Danii:
  -  2015-2016 (Team Esbjerg)
  -  2018-2019 (Team Esbjerg)
  -  2014-2015 (Team Esbjerg)
- Puchar Danii:
  -  2016-2017 (Team Esbjerg)